# Aarburg

Aarburg (en francés Aarbourg) es una comuna y ciudad histórica suiza del cantón de Argovia, ubicada en el distrito de Zofingen. Limita al norte y oeste con la comuna de Olten (SO), al noreste con Starrkirch-Wil (SO), al este con Oftringen, y al sur con Rothrist.